# Вољевац (Горњи Вакуф-Ускопље)
Вољевац је насељено мјесто у Босни и Херцеговини у општини Горњи Вакуф-Ускопље која припада ентитету Федерација Босне и Херцеговине. На попису становништва 1991. у њему је живјело 700 становника, док је према попису из 2013. у селу живело 707 становника.

## Становништво
| Националност | 1991. | 1981. | 1971. |
| Муслимани    | 686   | 598   | 453   |
| Срби         | 0     | 4     | 5     |
| Хрвати       | 5     | 13    | 12    |
| Југословени  | 4     | 19    | 0     |
| остали       | 5     | 5     | 5     |
| Укупно       | 700   | 639   | 475   |